# Fall på eget grepp
Fall på eget grepp (franska: Max et les ferrailleurs) är en fransk-italiensk kriminalfilm från 1971 i regi av Claude Sautet.
Filmen är baserad på Claude Nérons roman Max et les ferrailleurs.

## Rollista i urval
- Michel Piccoli - Max
- Romy Schneider - Lily
- Georges Wilson - poliskommissarien
- Bernard Fresson - Abel Maresco
- François Périer - Rosinsky
- Michel Creton - Robert Saidani
- Philippe Léotard - Losfeld
- Dominique Zardi - Baraduch